# Der rote Garten
Der rote Garten (engl. Titel The Waters of Mars) ist die dritte von fünf Sonderfolgen der britischen Science-Fiction-Fernsehserie Doctor Who, die im Jahr 2009 anstelle einer regulären Staffel gesendet wurden. Es ist die letzte Geschichte vor dem Zweiteiler Das Ende der Zeit, in dem David Tennant seinen letzten regulären Auftritt als zehnter Doktor hat.
Die Folge wurde am 15. November 2009 auf BBC One und BBC HD ausgestrahlt. Sie wurde von Russell T Davies und Phil Ford geschrieben, Regie führte Graeme Harper.
Im Jahr 2059 findet sich der Doktor in der ersten Marsbasis der Menschheit wieder und muss entscheiden, ob er sein Wissen um zukünftige Ereignisse einsetzen soll, um Menschen zu retten und dadurch die zukünftige Entwicklung der Menschheit zu gefährden.
Die Folge wurde mit einem Hugo Award ausgezeichnet.

## Handlung
Der zeitreisende Doktor landet mit seiner Zeitmaschine, der TARDIS, in der leblosen, roten Wüste des Planeten Mars. Dort stößt er schließlich auf die Station Bowie Base One, die erste permanent bewohnte Station der Menschheit außerhalb der Erde. In der Basis angekommen, wird er von den Bewohnern unter Captain Adelaide Brooke erst argwöhnisch behandelt, kann sie jedoch schnell davon überzeugen, dass ihnen so weit von der Erde entfernt nur das Vertrauen bleibt.
Erst jetzt erkennt der Doktor die Basis und ihre Bewohner, denn aus seiner Perspektive sind sie ein bedeutender Bestandteil der Menschheitsgeschichte. Doch als er das genaue Datum erfährt, ist er entschlossen, die Basis sofort wieder zu verlassen. Denn er weiß, dass der 21. November 2059 der Tag ist, an dem die Basis zerstört wird. Dies ist einer der wenigen feststehenden Punkte der Geschichte, die er nicht verändern kann, da sie ein unabdingbarer Bestandteil der Geschichte sind.

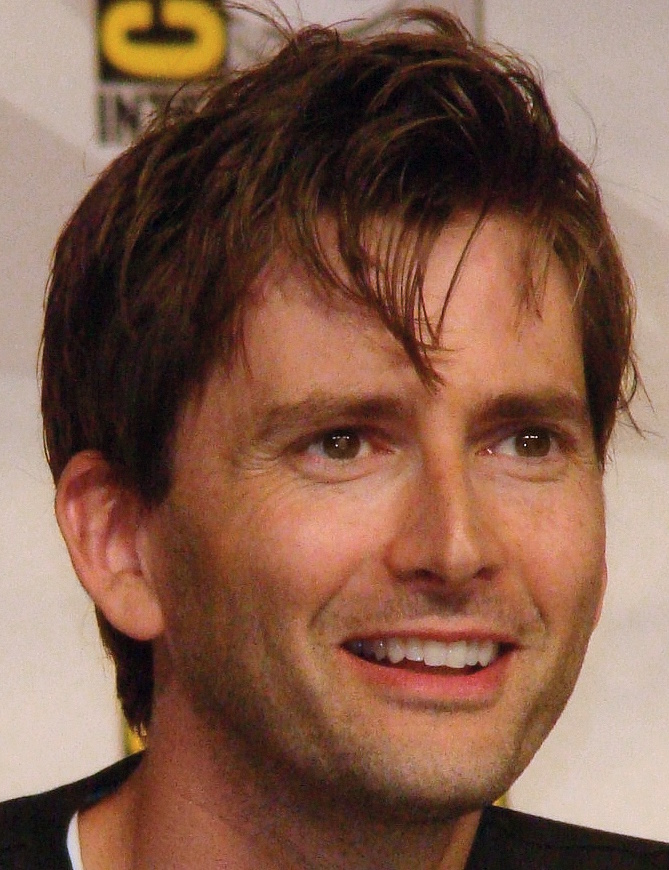
David Tennant spielt den Doktor.

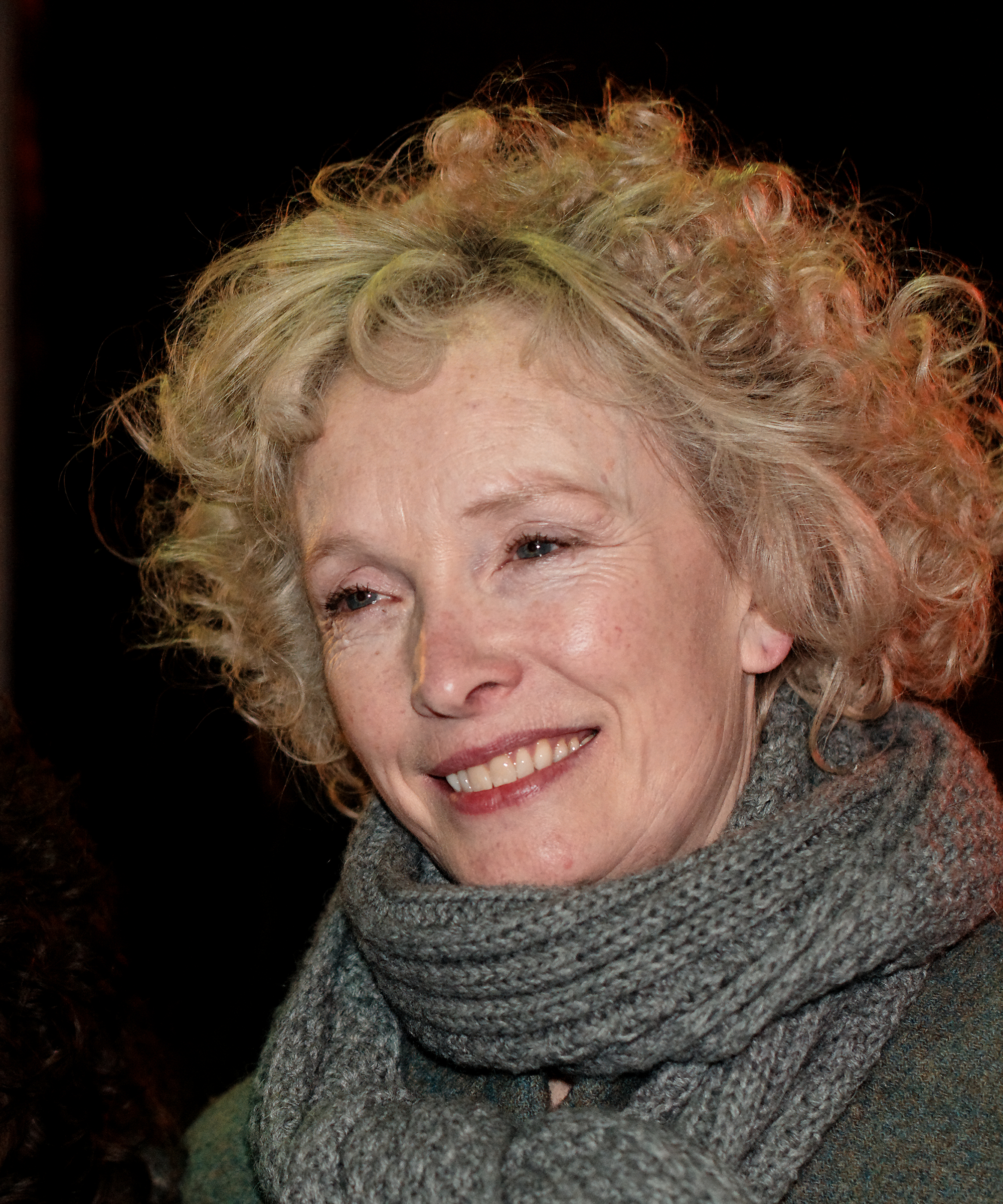
Lindsay Duncan spielt Captain Adelaide Brooke.

Währenddessen beginnt im Gewächshaus der Station die nahende Katastrophe: Andy Stone und Maggie Cain werden von einer fremdartigen, auf Wasser basierenden Lebensform infiziert, wodurch ihre Körper anfangen, große Mengen Wasser auszustoßen. Auch der Arzt Tarak Ital wird bald darauf infiziert. Captain Brooke versucht, den Geschehnissen auf den Grund zu gehen. Da sie dem Doktor nicht ganz traut, lässt sie seinen Raumanzug wegsperren. Da er nun nicht mehr zu seiner Zeitmaschine kommt, begleitet er sie. Maggie wird bewusstlos aufgefunden und in die Quarantänestation gebracht. Als sie dort Bilder der Erde und der großen Ozeane sieht, verwandelt sie sich ebenfalls. Die Stationsbewohner erkennen, dass das Ziel dieser Lebensform die Erde mit ihren reichen Wasservorräten ist.
Captain Brooke gibt daraufhin den Befehl, die Station zu evakuieren. Während die Besatzung sich beeilt, Vorräte in das dazu bereitstehende Shuttle zu laden, gelingt es den Infizierten, in die zentrale Kuppel der Basis vorzudringen. Dort beginnen sie, Wasser über das Gebäude zu verteilen und in die Innenräume einzudringen. Inmitten dieses Chaos beschließt der Doktor, die Basis zu verlassen, da er nichts für die Besatzung tun kann. Captain Brooke will ihn jedoch nicht ohne Erklärung gehen lassen. Er erklärt ihr, dass sie und ihre Kameraden noch heute sterben werden, indem sie den Befehl zur Detonation eines Atomsprengsatzes geben wird. Und dass durch dieses Ereignis die Zukunft der Menschheit zwischen den Sternen erst ermöglicht wird. Durch ihren Tod wird ihre Enkelin angespornt werden, in ihre Fußstapfen zu treten, und schließlich den ersten Überlichtflug der Menschheit leiten.
Während der Doktor der Basis den Rücken zuwendet und seinen Weg zurück zur TARDIS beginnt, werden auch Steffi Ehrlich und Roman Groom vom Wasser infiziert. Maggie gelingt es, aus der Quarantäne-Station zu entkommen und den Shuttle-Piloten Ed Gold ebenfalls zu infizieren, um das Shuttle unter ihre Kontrolle zu bringen. Während er sich gegen die Infizierung wehrt, aktiviert Gold als letzte Tat den Selbstzerstörungsmechanismus des Shuttles, um die Erde vor der Lebensform zu schützen. Dadurch bleiben die letzten drei Überlebenden ohne Fluchtweg zurück.
Durch die Explosion des Shuttles und die verzweifelten Funksprüche der verbleibenden Menschen ändert der Doktor seine Meinung. Er wendet sich gegen das Schicksal und die Zeit selbst. Nach allen Verlusten, die er in der Vergangenheit erleiden musste, kommt er nun zu der Überzeugung, dass er als letzter Timelord das Recht hat, sich die Zeit untertan zu machen, dass die Gesetze der Zeit für ihn nicht mehr gelten. Er versucht, die Besatzung mit allen ihm zur Verfügung stehenden Mitteln zu retten, kann jedoch nur wenig ausrichten. Deshalb aktiviert Captain Brooke die Selbstzerstörung der Basis. Als letzten Ausweg nutzt der Doktor einen der fernlenkbaren Roboter der Basis, um diesen zu seiner Zeitmaschine zu schicken und sie innerhalb der Basis materialisieren zu lassen. In letzter Sekunde gelingt es ihnen zu entkommen, während die Basis mitsamt den Infizierten und der fremden Lebensform in einer atomaren Explosion vernichtet wird.
Der Doktor landet die TARDIS auf der Straße vor Captain Brookes Haus auf der Erde. Yuri und Mia sind geschockt und verwirrt von den Ereignissen und lassen den Doktor und Brooke allein dort zurück. Der Doktor erklärt Brooke, dass er sich als letzter der Timelords nun nicht mehr an die Gesetze der Zeit gebunden fühle, dass er im Gegenteil das Recht habe, die Zeit zu verändern, wie er es für richtig hält. Und er sei stolz, dass es ihm erstmals gelungen sei, einen „wichtigen“ Menschen zu retten und nicht nur ein paar der „unwichtigen“. Brooke ist jedoch zutiefst empört und erzürnt über diese Einstellung und erklärt, dass eine solche Macht nicht richtig sei. Sie weiß, dass ihr Tod erst den zukünftigen Weg der Menschheit zu den Sternen möglich gemacht hat und dass diese Zukunft nun, trotz der Beteuerungen des Doktors, möglicherweise so nie eintreten wird. Brooke lässt den Doktor zurück und betritt ihr Haus, wo sie ihre Waffe zieht und gegen sich selbst richtet.
Durch Brookes Tod ist die Zeitlinie – und damit die zukünftige Geschichte der Menschheit – größtenteils intakt geblieben. Nur die genauen Umstände ihres Todes und Yuris und Mias Überleben haben sich geändert, außerdem erfährt die Menschheit nun den Grund für die Zerstörung der Basis. Der Doktor wird durch Brookes Selbstmord von Emotionen überwältigt, denn er erkennt, dass seine Überheblichkeit Konsequenzen hat. Durch sein Eingreifen zwang er Brooke, sich ihr Leben zu nehmen. Der Ood Sigma (der ihm in Planet of the Ood seinen Tod vorausgesagt hatte) erscheint ihm auf der verschneiten Straße. Sichtlich erschüttert fragt der Doktor ihn, ob er zu weit gegangen sei, ob die Zeit für seinen Tod nun gekommen sei. Doch der Ood antwortet nicht und löst sich auf. Daraufhin betritt der Doktor seine Zeitmaschine und beginnt mit einem trotzigen „Nein!“ die Kontrollen zu bedienen.

## Produktion
Der rote Garten wurde von Russell T Davies, dem damaligen Produzenten und Showrunner der Serie, zusammen mit Phil Ford geschrieben, der zuvor viele Folgen des Doctor-Who-Ablegers The Sarah Jane Adventures geschrieben hatte.
Die Folge ist die dritte von fünf Sonderfolgen der Serie, die 2009 anstelle einer regulären Staffel produziert und gesendet wurden. Auf Der rote Garten folgte an Weihnachten 2009 sowie Neujahr 2010 der Zweiteiler Das Ende der Zeit, der den letzten Auftritt Tennants als zehnte Inkarnation des Doktors darstellte.
Zur Vorbereitung der Dreharbeiten hatte das Produktionsteam etwa fünf Wochen Zeit, die Dreharbeiten nahmen vier Wochen in Anspruch.
Details zur Produktion der Folge mit Kommentaren der Beteiligten sind in der einstündigen Folge „Is there Life on Mars?“ der Begleitreihe Doctor Who Confidential zu sehen.

### Drehorte
Außenaufnahmen des Mars wurden in einem Steinbruch wenige Kilometer von den BBC-Studios entfernt gedreht. Teile des Sets wurden dazu mit riesigen Greenscreens verdeckt, die später am Computer digital durch die weitläufigen Ebenen des Mars ersetzt
wurden.
Die Szenen vor Captain Brookes Haus in London wurden am 27. Februar 2009 am Victoria Place in Newport gedreht. Die Straße musste dazu mit Kunstschnee bedeckt werden.
Als Kulisse für die Szenen im hydroponischen Garten der Station diente der National Botanic Garden of Wales in Llanarthne. Szenen in den langen Korridoren der Station wurden in einem Rechenzentrum in Newport gedreht.

### Musik
Die Musik der Folge wurde von Murray Gold komponiert, der seit 2005 für die Musik der Serie verantwortlich ist.
2010 wurde eine Doppel-CD mit dem Soundtrack der vier Specials Der andere Doktor, Planet der Toten, Der rote Garten und Das Ende der Zeit veröffentlicht. Jedoch sind nicht alle der für Der rote Garten komponierten Stücke auf dem Soundtrack zu finden.

## Ausstrahlung
Der rote Garten wurde erstmals am 15. November 2009 um 19:00 gleichzeitig auf BBC One und BBC HD ausgestrahlt.
Die Folge wurde nach Angaben des Broadcasters’ Audience Research Board von 10,32 Millionen Zuschauern verfolgt. Davon entfielen 9,94 Millionen Zuschauer auf den Sender BBC One, weitere 376.000 sahen die Sendung zur gleichen Zeit auf BBC HD. Damit war Der rote Garten die zweiterfolgreichste Sendung dieser Woche auf BBC One. Nimmt man die Zuschauer auf beiden Kanälen zusammen, war die Sendung die fünft-meistgesehene Fernsehsendung der Woche.
2010 wurde die Folge auf DVD und Blu-ray Disc veröffentlicht. Außerdem war sie in der DVD-Box „Doctor Who: The Complete Specials“ zusammen mit Der andere Doktor, Planet der Toten und Das Ende der Zeit enthalten, sowie auf dem DVD-Set „Doctor Who Winter Specials 2009: Waters of Mars and The End of Time“.
Die deutschsprachige Erstausstrahlung erfolgte am 12. Dezember 2012.

## Kritik
Sam Wollaston von The Guardian schreibt, dass der Zuschauer in dieser Folge eine neue Seite des Doktors zu sehen bekommt: einen unentschlossenen, verwirrten Mann, der manchmal einfach falschliegt. Er lobt die Handlung und bezeichnet die Folge als „angsteinflössend, bewegend, wichtig, glaubwürdig und teilweise sogar lustig“. Das einzige, das er an dieser Sendung nicht mochte, war der Roboter Gadget.
Für Neil Midgley von The Telegraph enthielt die Folge viele visuelle Anspielungen auf klassische Science-Fiction-Serien und -Filme wie Mondbasis Alpha 1, Thunderbirds und Zurück in die Zukunft. Er empfand, dass diese Folge eher den klassischen Doctor-Who-Folgen entsprach, als jenen der seit 2005 gesendeten Neuauflage, die für ihn allzu oft nur auf der Erde spielten. Für die Fans der alten Doctor-Who-Folgen ist diese Folge laut ihm daher ein Klassiker.
Robert Colvile von The Telegraph beschreibt, dass der Humor und die Ausstrahlung, die für die Serie charakteristisch sind, in dieser Folge einem kühleren, bedrohlicheren Grundton weichen. Er beschreibt die Handlung als Standard-Doctor-Who-Mystery, bei dem jedoch die wahre Geschichte nicht der Überlebenskampf der Besatzung ist, sondern die Tatsache, dass der Doktor ausnahmsweise einmal die Situation nicht zu einem glücklichen Ende bringen kann. Er ist unsicher, wie die Kinder die Handlung interpretieren, doch sie bereitet laut Colvile auf fesselnde Weise den Weg für Tennants finalen Zweiteiler.
Laut Orlando Parfitt von IGN UK verstand nicht nur die Zuschauerschaft, dass die Tage des Doktors gezählt waren. Auch die Hauptfigur wusste dies, da sie nervös wirkte und unentschlossen und unsicher agierte. Er lobt den Aufbau der Handlung, der es Tennant erlaubte, die „dunklere Seite“ des Doktors zu erforschen. Parfitt bezeichnet die Folge als große Verbesserung gegenüber der Vorgängerfolge Planet of the Dead und vergab die Wertung 9,5 von 10 Punkten („Amazing“).

## Auszeichnungen
Der rote Garten wurde 2010 mit einem Hugo Award in der Kategorie „Best Dramatic Presentation - Short Form“ ausgezeichnet. Sie setzte sich dabei u. a. gegen die vorhergehenden Doctor-Who-Specials Der andere Doktor und Planet der Toten durch.
David Tennant wurde für seine Darstellung des Doktors in Der rote Garten 2010 mit einem Constellation Award als Bester männlicher Darsteller in einer Science-Fiction-Fernsehfolge des Jahres 2009 ausgezeichnet.
Szenenbildner Edward Thomas wurde für diese Folge mit einem BAFTA Cymru Award für das Beste Design ausgezeichnet.